# Третий Северный (муниципальное образование город Ивдель)
Третий Северный — упразднённый в 2004 году посёлок в Свердловской области России, относившийся к городу областного подчинения Ивделю. Входил в муниципальное образование город Ивдель.

## Географическое положение
Посёлок Третий Северный  в 30 километрах к западу-северо-западу от города Ивдель, в таёжной местности. В окрестностях посёлка, на восточной окраине, расположено Тарньерское болото.

## История
Областным законом № 180-ОЗ от 22 ноября 2004 года посёлок был упразднён. Закон вступил в силу через 10 дней после официального опубликования.